# Cryptobiose

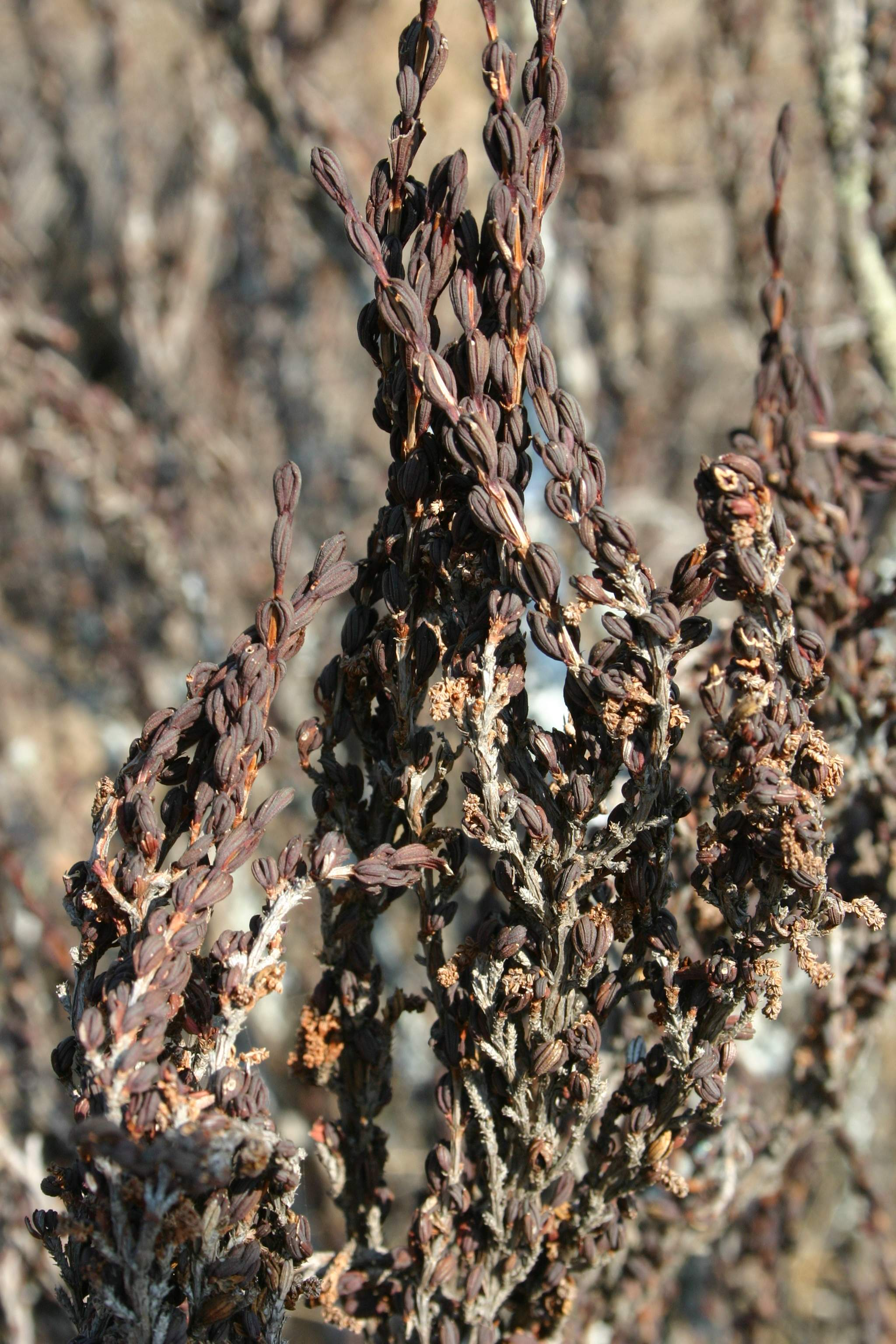
La cryptobiose est très rare chez les Phanérogames mais quelques xérophytes présentent cette particularité. Tel est le cas d'une autre « plante de la résurrection », ' dont la teneur en eau peut descendre à 7 % dans le désert du Kalahari. Cette plante synthétise du glycérol qui remplace les molécules d'eau, du tréhalose qui protège les protéines, de l'arbutine qui est un inhibiteur des phospholipases membranaires, et des flavonoïdes photoprotecteurs qui, en absorbant les UV, réduisent la photo-oxydation.

La cryptobiose (du grec crypto, « caché » et bios, « vie »), appelée aussi abiose (préfixe privatif a signifiant « sans »), est un état du métabolisme complètement arrêté (ou du moins non mesurable avec les techniques actuelles) d'un organisme vivant. Il s'agit véritablement d'un état de stase : totalement inactif, l'organisme peut alors se maintenir tel quel pour une durée aléatoire et prolongée, et résister à de nombreux stress abiotiques avant d'être réactivé dans les bonnes conditions, et ceci tant qu'il n'est pas détruit mécaniquement par une force suffisante (ce qui entraînerait alors sa mort, ou l'incapacité irréversible à retrouver la cohérence de ses processus vitaux). Cet état de vie suspendue (correspondant à un amétabolisme) se distingue de la vie ralentie (hypométabolisme telles que la quiescence ou la dormance) et de la vie latente (paucimétabolisme telles que l'hibernation ou l'estivation).
Cette réactivation s'appelle l’anabiose (du grec ana, retour et bios, vie) ou reviviscence, période qui suit toute cryptobiose et qui correspond à la capacité d'un organisme de revenir à la vie active.
Le cryptobionte désigne l'organisme dans cet état physiologique extrême dans lequel ne peut être observé aucun des signes extérieurs caractérisant une activité métabolique.
Cet état physiologique correspond à une stratégie de minimisation des risques (stratégie d’évitement face à des contraintes écologiques).

## Processus
L'organisme qui entre en anhydrobiose perd une grande partie de son eau intracellulaire. Cette déshydratation s'accompagne de l'accumulation dans les cytoplasmes cellulaires d'osmoprotecteurs, notamment le glycérol ou le tréhalose qui semblent éviter aux organismes de se casser. Les deux théories principales sur la manière dont ce type de molécule agit dans l'organisme à l'état de cryptobiose, sont la théorie de la vitrification (état qui empêche la formation de glace) et la théorie du remplacement de l'eau (molécules d'eau remplacées par du tréhalose qui protège notamment les protéines membranaires), mais il est possible qu'une combinaison de ces deux mécanismes soit à l'œuvre.

## Modes de cryptobiose
Différents modes de cryptobiose sont distingués selon le type de stress abiotique : 
- l’anoxybiose, réponse cryptobiotique qui se produit à la suite d'une diminution du taux d'oxygène (stress anoxique) ;
- l’anhydrobiose, à la suite d'une baisse drastique de l'eau ambiante (stress hydrique ou cas extrême de tolérance à la dessication (en)) ;
- la chimiobiose, à la suite de hauts niveaux de toxines environnementales (stress chimique) ;
- la cryobiose  à la suite d'une baisse importante de la température externe (stress thermique) ;
- l’osmobiose, à la suite d'une décroissance du potentiel hydrique après un stress osmotique.

## Exemples
Des contraintes environnementales peuvent induire des bactéries, protistes, champignons, plantes et animaux à se mettre en état de cryptobiose. Les systèmes cryptobiotiques mettent en jeu le plus souvent des spores, des cystes, des graines ou des larves.

### Animaux
De nombreux animaux sont capables d'entrer en cryptobiose (tardigrades et rotifères qui peuvent vivre dans cet état des centaines d'années, nématodes, crustacés, notamment les embryons d'Artemia franciscana ou Artemia salina, insectes), certains comme les tardigrades et les rotifères étant aptes à utiliser tous les modes.
Chez les tardigrades, les animaux les plus connus possédant cette faculté, la survie a été rapportée dans les cas suivants :
- en laboratoire, températures[7] :
  - à −273,10 °C, durant 20 heures, puis « réchauffés et réhydratés : ils sont alors revenus à la vie active ».
  - à −200 °C pendant 20 mois « et ont survécu. »
  - à 150 °C « et n'ont pas succombé pour autant. »
- des durées très importantes de congélation (des tardigrades récoltés dans des calottes glaciaires et qui s'y trouvaient depuis 2 000 ans sont revenus à la vie)[8]
- vide spatial (270 km d'altitude) ;
- pression de 600 mégapascals, soit l'équivalent d'une colonne d'eau de 60 000 m
- dose de rayons X de 570 000 rads (la dose létale médiane pour un humain est d'environ 500 rads)

Le biologiste suédois Kjell Ingemar Jönsson et ses collègues ont réalisé des expériences en 2007, en envoyant des tardigrades dans l'espace. Malgré leur exposition aux rayonnements et au vide spatial, plusieurs de ces animaux sont revenus avec la possibilité de revenir en vie.
Le record de durée (juillet 2023) est détenu par un ver en cryptobiose depuis 46 000 ans, découvert à 40 mètres de profondeur dans le pergélisol sibérien et ranimé. Des analyses génétiques ont montré que ces vers appartient à une nouvelle espèce, Panagrolaimus kolymaensis (en).

### Plantes

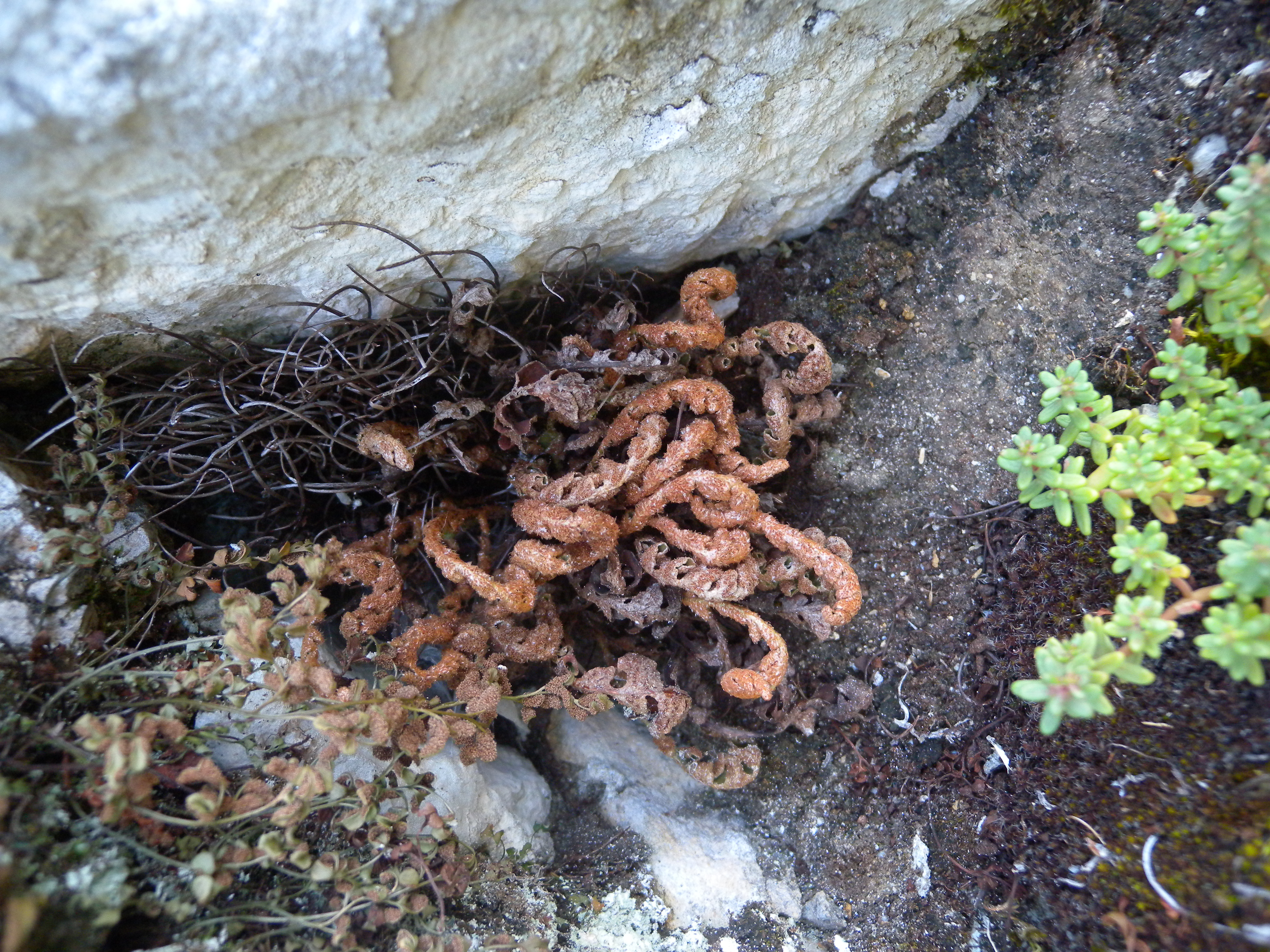
En période de sécheresse, les frondes du Cétérach officinal traduisent leur capacité de survivre en état d'anhydrobiose.

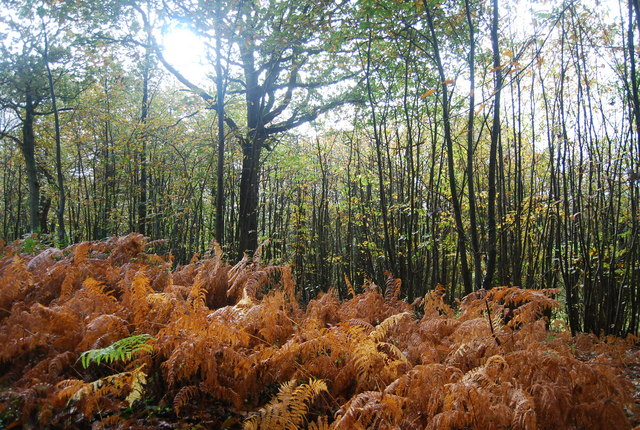
En automne, les frondes de la fougère aigle présentent une aptitude à l'anhydrobiose.

Face à un stress hydrique, les bryophytes et les lichens adoptent une stratégie de résistance, la poïkilohydrie : leur teneur en eau varie suivant les variations d'hygrométrie de l'environnement extérieur, de 10 à 90 % de leur poids frais, car ces organismes dépourvus de cuticule et de vaisseaux conducteurs sont incapables de contrôler la perte en eau de leurs cellules et se déshydratent facilement par toute leur surface. C'est pourquoi ils restent pour beaucoup inféodés aux milieux humides, mais de nombreuses espèces sont aussi pionnières des milieux secs grâce à une stratégie d'évitement, l'anhydrobiose.
Certaines fougères possèdent cette aptitude : le Cétérach officinal est une espèce commune des fentes des rochers (plante chasmophyte) et vieux murs calcaires (plante lithophyte). En période de sécheresse, les frondes persistantes s'enroulent et présentent sur leur face inférieure des écailles brillantes et argentées qui réfléchissent la lumière solaire afin de diminuer la transpiration. Elles biosynthétisent des tannins bruns qui sont des protecteurs contre l'explosion oxydative. D'autres fougères épilithes (Notholaena (en), Asplenium, Cheilanthes, Pyrrosia lingua…) possèdent cette faculté. Les frondes de la fougère aigle présentent aussi une aptitude à l'anhydrobiose : leur couleur automnale est due aux tannins bruns comme l'acide coumarique, protecteur contre les stress biotiques (attaques de pathogènes) et abiotiques (froid, sécheresse) qui induisent un stress oxydatif.

## Cryptobiose et état vivant
La question se pose de savoir si un animal en cryptobiose est toujours vivant dans cet état ou non. L'état de cryptobiose est un état inerte où aucun mécanisme métabolique ne peut être mis en évidence : selon les définitions de la vie habituelles caractérisée par des fonctions (homéostasie, reproduction, évolution etc..), la cryptobiose n'est pas un état de vie, en revanche il peut être possible de caractériser la vie par des structures ou organisations permettant la reviviscence.